# Лімжа
Лімжа (пол. Limża, нім. Limbsee) — село в Польщі, у гміні Кіселиці Ілавського повіту Вармінсько-Мазурського воєводства.
Населення — 132 особи (2011).
У 1975-1998 роках село належало до Ельблонзького воєводства.

## Демографія
Демографічна структура станом на 31 березня 2011 року:
|          | Загалом | Допрацездатний вік | Працездатний вік | Постпрацездатний вік |
| -------- | ------- | ------------------ | ---------------- | -------------------- |
| Чоловіки | 67      | 17                 | 47               | 3                    |
| Жінки    | 65      | 19                 | 35               | 11                   |
| Разом    | 132     | 36                 | 82               | 14                   |